# ミレニアム・パーク
ミレニアム・パーク（Millennium Park）はアメリカ合衆国イリノイ州シカゴの中心部に位置する公園。名前が示す通り比較的新しい施設である。グラント・パーク の一部という位置付けとなっている。

## 概要
かつては鉄道用地であり、レール置き場などがあった。1998年に工事が着工し、当初の予定より4年遅れて2004年7月16日にオープンとなった。その後も一部で整備が行われている（2008年現在）。パーク内にはコンサートホール、劇場、広場などが設置されている。面積は約10ha。 ミレニアムパークは毎日午前8:00 a.m.時から午後9:00 p.m.時まで開いている。

## 主な施設
- ジェイ・プリツカー・パビリオン（コンサートホール）
- AT&Tプラザ、クラウド・ゲート
- クラウン・ファウンテン
- リュリー・ガーデン
- BPペデストリアン・ブリッジ
- マコーミック・トリビューン・プラザ&アイスリンク
- リグレイ・スクエア
- ハリス・シアター（劇場）
- エクセロン・パビリオン
- マクドナルド・サイクル・センター
- ボーイング・ギャラリー
- チェイス・プロムナード